# Erin Gruwell
Erin Gruwell, née le 15 août 1969 à Glendora (Californie), est une enseignante américaine connue pour sa méthode d'enseignement unique, qui a donné lieu à la publication de The Freedom Writers Diary: How a Teacher and 150 Teens Used Writing to Change Themselves and the World Around Them, publié en 1999. Le film Écrire pour exister de 2007 et le documentaire PBS Freedom Writers: Stories from the Heart de 2019 sont basés sur son histoire.

## Éducation
Erin Gruwell est née à Glendora, en Californie. Elle est la fille de Stephen Douglass Gruwell, ancien recruteur de baseball pour les Angels d'Anaheim, et de Sandra Faye Alley. Ses parents divorcent alors qu'elle est encore une jeune fille. Elle est diplômée du lycée Bonita à La Verne, en Californie, et de l'Université de Californie à Irvine, où elle reçoit le Prix Lauds and Laurels pour anciens élèves distingués (Lauds and Laurels Distinguished Alumni Award, en anglais). Elle obtient sa maîtrise et ses qualifications d'enseignante à l'Université d'État de Californie à Long Beach, où elle reçoit également un prix en tant qu'Ancienne Élève Distinguée (Distinguished Alumna en anglais) par la faculté d’éducation.
Erin Gruwell prévoit initialement de faire des études de droit pour devenir avocate plutôt qu'enseignante. Après avoir suivi les émeutes de 1992 à Los Angeles dans les médias, elle décide de se reconvertir dans l'enseignement, convaincue que l'éducation des élèves pouvait faire une plus grande différence. Elle se dit alors : « Quand vous défendez un enfant dans la salle d'audience, la bataille est déjà perdue ».

## Carrière
Erin Gruwell commence à enseigner en tant que stagiaire en 1994 à la Woodrow Wilson Classical High School de Long Beach, en Californie. Elle est affectée aux élèves les moins performants de l’école, ceux jugés les plus problématiques. L'un d'eux, un garçon prénommé Sharaud, venait d'être transféré à Wilson depuis un lycée rival où il aurait menacé son professeur avec une arme.
Quelques mois après le début de l'année scolaire, l'un de ses autres élèves lui transmet une caricature représentant Sharaud (un Afro-Américain ) avec de grandes lèvres. Erin Gruwell dit alors à ses étudiants que ce sont des dessins comme celui-là qui ont conduit à l'Holocauste. Lorsqu'un de ses étudiants lui demande ce qu’est l'Holocauste, elle réalise alors qu’aucun de ses élèves n'a entendu parler de l'un des moments les plus déterminants de l’histoire du XXe siècle,. Elle emmène alors ses élèves voir La Liste de Schindler, achète de nouveaux livres de sa propre poche pour les leur faire lire en classe et invite des conférenciers.
Après son année en tant qu’enseignante stagiaire, Erin Gruwell retourne à Wilson en tant qu'enseignante à part entière, cette fois avec une classe d'élèves de seconde. Son semestre d'automne connaît cependant un début difficile en raison des manifestations étudiantes contre la proposition 187, mais elle persévère et atteint ses étudiants en leur demandant de tenir un journal et de faire des films de leur vie, et en reliant les querelles familiales dans Roméo et Juliette aux guerres des gangs.
Elle demande également à ses élèves de lire des livres écrits par et sur d'autres adolescents en temps de guerre, tels que Le Journal d'Anne Frank, Le Journal de Zlata et La Nuit.
La rédaction de leurs journaux devient alors une source de réconfort pour de nombreux élèves. Comme les journaux sont partagés de manière anonyme, les adolescents qui refusaient autrefois de parler à quelqu'un d'une ethnie différente arrivent à se lier aux autres, à se confier, et tous deviennent progressivement une famille.
À l'automne 1995, Erin Gruwell donne à chacun de ses élèves un sac rempli des livres qu’ils liront cette année-là, leur demandant de porter un « toast pour le changement » (a toast for change en anglais). Après cela, elle observe un véritable changement chez les élèves. Tous les 150 Écrivains Libres (150 Freedom Writers en anglais) obtiennent plus tard leur diplôme d'études secondaires et beaucoup poursuivent leurs études jusqu’à l'université.
Entre 1994 et 1998, les Écrivains Libres bénéficient d'une importante exposition médiatique, notamment lorsqu’ils font des apparitions sur Primetime Live, The View et Good Morning America.

### Post-enseignement
En 1998, après avoir enseigné pendant seulement quatre ans, Erin Gruwell quitte le collège Wilson et devient une Distinguished Teacher in Residence à la California State University, Long Beach. Gruwell fonde ensuite la Freedom Writers Foundation, qui aspire à diffuser la méthode des Écrivains Libres à travers le pays.
The Freedom Writers Diary est un livre sorti en 1999 et écrit par les Écrivains Libres, accompagnés par des introductions d'Erin Gruwell. C'est la base du film Freedom Writers de 2007, où Hilary Swank joue le rôle principal, celui de Gruwell. Cette dernière est également le sujet du documentaire PBS de 2019 Freedom Writers: Stories from the Heart.
Erin Gruwell écrit plus tard un récit autobiographique à propos de ses expériences, intitulé Teach with Your Heart: Lessons I Learned from the Freedom Writers (Enseigner avec son cœur : les leçons que j’ai apprises des Écrivains Libres), publié à peu près au même moment que la sortie du film.
Elle travaille également régulièrement avec la ligue anti-diffamation, la USC Shoah Foundation, le Centre Simon Wiesenthal et même le Département d'État américain, pour promouvoir la tolérance religieuse.